# Hampton Coliseum (album)
Hampton Coliseum (Live 1981) je koncertní album skupiny The Rolling Stones, vydané v lednu 2012. Album vyšlo jako součást archivované edice From the Vault. Nahrávání alba probíhalo 18. prosince 1981 v Hampton Coliseum v Hamptonu ve státě Virginie.

## Seznam skladeb
| Pořadí | Název                              | Autor                            | Délka |
| ------ | ---------------------------------- | -------------------------------- | ----- |
| 1.     | Under My Thumb                     | Jagger, Richards                 | 5:04  |
| 2.     | When the Whip Comes Down           | Jagger, Richards                 | 5:06  |
| 3.     | Let's Spend the Night Together     | Jagger, Richards                 | 4:32  |
| 4.     | Shattered                          | Jagger, Richards                 | 4:50  |
| 5.     | Neighbours                         | Jagger, Richards                 | 4:23  |
| 6.     | Black Limousine                    | Jagger, Richards, Wood           | 3:28  |
| 7.     | Just My Imagination                | Whitfield, Strong                | 9:46  |
| 8.     | Twenty Flight Rock                 | Cochran, Fairchild               | 1:47  |
| 9.     | Going to a Go-Go                   | Robinson, Moore, Rogers, Tarplin | 4:03  |
| 10.    | Let Me Go                          | Jagger, Richards                 | 5:25  |
| 11.    | Time Is on My Side                 | Norman Meade, Jimmy Norman       | 4:13  |
| 12.    | Beast of Burden                    | Jagger, Richards                 | 7:24  |
| 13.    | Waiting on a Friend                | Jagger, Richards                 | 5:55  |
| 14.    | Let It Bleed                       | Jagger, Richards                 | 6:58  |
| 15.    | You Can't Always Get What You Want | Jagger, Richards                 | 9:35  |
| 16.    | Band Introductions                 | —                                | 1:42  |
| 17.    | Little T&A                         | Jagger, Richards                 | 3:58  |
| 18.    | Tumbling Dice                      | Jagger, Richards                 | 4:48  |
| 19.    | She's So Cold                      | Jagger, Richards                 | 4:25  |
| 20.    | Hang Fire                          | Jagger, Richards                 | 2:40  |
| 21.    | Miss You                           | Jagger, Richards                 | 7:46  |
| 22.    | Honky Tonk Women                   | Jagger, Richards                 | 3:42  |
| 23.    | Brown Sugar                        | Jagger, Richards                 | 3:39  |
| 24.    | Start Me Up                        | Jagger, Richards                 | 5:06  |
| 25.    | Jumping Jack Flash                 | Jagger, Richards                 | 8:43  |
| 26.    | (I Can't Get No) Satisfaction      | Jagger, Richards                 | 7:28  |